# Heliotropium angiospermum
Heliotropium angiospermum är en strävbladig växtart som beskrevs av Johan Andreas Murray. Heliotropium angiospermum ingår i Heliotropsläktet som ingår i familjen strävbladiga växter. Inga underarter finns listade i Catalogue of Life.